# Cabir
Cabir (SymbOS/Cabir.A, EPOC/Cabir.A, Worm.Symbian.Cabir.a, Caribe virus) är det första datorviruset som spreds mellan mobiltelefoner med operativsystemet Symbian Series 60 och upptäcktes den 14 juni 2004. En telefon kan endast smittas av Cabir om Bluetooth är påslagen och att användaren tackar ja till att ladda ner filen caribe.sis. När en användare valt att installera caribe.sis börjar masken direkt att leta efter nya bluetoottelefoner och skicka sig själv vidare.